# Vallesa de la Guareña
Vallesa de la Guareña község Spanyolországban,  Zamora tartományban. Vallesa de la Guareña Cañizal községgel határos. Lakosainak száma 68 fő (2024).

## Népesség
A település népessége az utóbbi években az alábbiak szerint változott:
| Lakosok száma | 178  | 163  | 146  | 136  | 115  | 106  | 90   | 83   | 69   | 68   |
|               | 2001 | 2004 | 2007 | 2009 | 2012 | 2014 | 2017 | 2019 | 2022 | 2024 |